# Historisch Nieuwsblad
Historisch Nieuwsblad is een Nederlands tijdschrift over geschiedenis. Het eerste nummer verscheen in december 1991.

## Geschiedenis
Historisch Nieuwsblad werd aanvankelijk uitgegeven door het Historisch Platform, een in 1991 opgerichte stichting die beoogde de resultaten van historisch onderzoek toegankelijk te maken voor een breed maatschappelijk publiek. Per 1 januari 2000 werd het blad overgenomen door Veen Media en werd de vormgeving aangepast naar dat van een tijdschrift.
Historisch Nieuwsblad is medeorganisator van De Grote Geschiedenisquiz en van de Maand van de Geschiedenis. Samen met de Volkskrant nam Historisch Nieuwsblad in 2007 het initiatief tot de Grote Geschiedenis Prijs, die in 2010 werd omgedoopt in Libris Geschiedenis Prijs. Sinds de zomer van 2008 brengt de redactie van Historisch Nieuwsblad ook Maarten! op de markt, een historisch tijdschrift rond Maarten van Rossem.
In 2019 werden de tijdschriften van Veen Media, waaronder het Historisch Nieuwsblad, verkocht aan de Rotterdamse investeerder Shatho Beheer. De uitgaven werden ondergebracht bij F&L Media, dat eerder al tot dezelfde holding was gaan behoren.

## Oplage
Betaalde oplage volgens HOI, Instituut voor Media Auditing:
- 2011: 21.658
- 2012: 20.062 (-7,4%)
- 2013: 17.755 (-11,5%)
- 2014: 15.740 (-11,3%)
- 2015: 14.335 (-8,9%)
- 2016: 13.479 (-6,0%)
- 2017: 12.911 (-4,2%)
- 2018: 11.330 (-12,2%)

## Hoofdredacteuren
- 1991-1997: Jos Palm
- 1997-2017: Frans Smits
- 2017-2022: Annemarie Lavèn
- 2022-heden: Bas Kromhout